# Anxiety Always
| Оценки критиков | Оценки критиков |
| Источник        | Оценка          |
| --------------- | --------------- |
| Allmusic        | [ 1 ]           |
| Spin            | (75%)           |
| PopMatters      | положительный   |
| Pitchfork Media | (7.9)           |
| Splendedzine    | положительный   |
| URB             | [ 6 ]           |

Anxiety Always — альбом электронного дуэта Adult выпущенный в Детройте, штат Мичиган в сентябре 2003 года. Хотя группа выпустила альбом Resuscitation в 2001 году, этот релиз считается их настоящим полноформатным дебютным альбомом, тогда как Resuscitation, по сути, представлял собой компиляцию последних синглов.
Adult состоит из инструменталиста Адама Ли Миллера и вокалистки Николы Куперус. Куперус также художница и является автором обложки альбома. После своего выхода Anxiety Always получил положительные отзывы от критиков, которые высоко оценили развитие звучания синтезатора, являющимся основным инструментом. В альбоме также присутствуют гитарные и бас-гитарные элементы.
Anxiety Always был выпущен Миллером и Куперус на их собственном лейбле Ersatz Audio .

## Список песен
Все песни авторства Миллера и Куперус.

### Компакт-диск
1. «The Cold Call»
2. «Shake Your Head»
3. «Glue Your Eyelids Together»
4. «Blank-Eyed Nosebleed»
5. «Turn Your Back»
6. «People, You Can Confuse»
7. «Nothing of the Kind»
8. «Nervous (Wreck)»
9. «We Know How to Have Fun»
10. «Kick in the Shin»

#### Бонус-треки
В австралийской версии этого альбома присутствуют два бонус-трека.
1. «Foot in Mouth Disease»
2. «Suck the Air»

### Винил
1. «Glue Your Eyelids Together»
2. «Blank-Eyed Nosebleed»
3. «Nervous (Wreck)»
4. «People, You Can Confuse»
5. «We Know How to Have Fun»
6. «Shake Your Head»
7. «Turn Your Back»
8. «Nothing of the Kind»
9. «Kick in the Shin»
10. «Foot-in-Mouth Disease»

## Участники записи
- Джейсон Брогам — проп-дизайн
- Сэнди Брогам — фотографии
- Никола Куперус — вокал, фотография
- Адам Ли Миллер — бас, звуковые эффекты, дизайн